# Liga Celta 2010-11
La temporada 2010-2011 de la Liga Celta fue la 10.ª edición de esta competición de rugby que reúne a los equipos más potentes de Irlanda, Gales, Escocia y desde esta temporada también Italia. 
La temporada regular comenzó el 3 de septiembre del 2010 y tras la disputa de 22 jornadas se acabó el 8 de mayo de 2011. Esta será la segunda temporada en que se disputan playoffs tras la temporada regular. Los 4 primeros equipos de la clasificación estarán en semifinales. La final se disputará en el estadio del equipo finalista que haya terminado la temporada regular mejor clasificado.
Este año los Ospreys son los defensores del título, mientras que Benetton y Aironi debutan en la liga como resultado de la ampliación a 12 equipos del campeonato. Esta será la primera temporada con equipos de Italia en la Magners League, que desde su fundación había estado compuesta tan solo por equipos irlandeses, galeses y escoceses. 

## Equipos
| Equipo            | Estadio                   | Capacidad | Ciudad            |
| ----------------- | ------------------------- | --------- | ----------------- |
| Aironi Rugby      | Stadio Luigi Zaffanella   | 5.000     | Viadana - (ITA)   |
| Benetton Treviso  | Stadio Comunale di Monigo | 6.700     | Treviso - (ITA)   |
| Cardiff Blues     | Cardiff City Stadium      | 26.828    | Cardiff - (GAL)   |
| Connacht Rugby    | Galway Sportsgrounds      | 7.000     | Galway - (IRL)    |
| Edinburgh Rugby   | Murrayfield               | 12.464    | Edimburgo - (ESC) |
| Glasgow Warriors  | Firhill Stadium           | 10.887    | Glasgow - (ESC)   |
| Leinster Rugby    | RDS Arena                 | 18.500    | Dublín - (IRL)    |
| Munster Rugby     | Thomond Park              | 26.500    | Limerick - (IRL)  |
| Newport Dragons   | Rodney Parade             | 11.676    | Newport - (GAL)   |
| Ospreys Rugby     | Liberty Stadium           | 20.532    | Swansea - (GAL)   |
| Llanelli Scarlets | Parc i Scarlets           | 14.870    | Llanelli - (GAL)  |
| Ulster Rugby      | Ravenhill Stadium         | 12.300    | Belfast - (IRL)   |

## Clasificación[1]
| \| \| Temporada 2010-2011 de la Magners League \| . · . · . \| |                                          |           |         |           |         |          |               |               |
| | Equipo                                   | Puntos    | Jugados | Victorias | Empates | Derrotas | Bonus ensayos | Bonus derrota |
| 1 | Munster                                  | 83        | 22      | 19        | 0       | 3        | 5             | 2             |
| 2 | Leinster                                 | 70        | 22      | 15        | 1       | 6        | 5             | 3             |
| 3 | Ulster                                   | 67        | 22      | 15        | 1       | 6        | 3             | 2             |
| 4 | Ospreys                                  | 63        | 22      | 12        | 1       | 9        | 6             | 7             |
| 5 | Scarlets                                 | 62        | 22      | 12        | 1       | 9        | 5             | 7             |
| 5 | Cardiff Blues                            | 60        | 22      | 13        | 1       | 8        | 3             | 3             |
| 7 | Dragons                                  | 49        | 22      | 10        | 1       | 11       | 3             | 4             |
| 8 | Edinburgh                                | 43        | 22      | 9         | 0       | 13       | 2             | 5             |
| 9 | Connacht                                 | 39        | 22      | 7         | 1       | 14       | 3             | 6             |
| 10 | Benetton Treviso                         | 38        | 22      | 9         | 0       | 13       | 0             | 2             |
| 11 | Glasgow Warriors                         | 33        | 22      | 6         | 1       | 15       | 1             | 6             |
| 12 | Aironi                                   | 12        | 22      | 1         | 0       | 21       | 0             | 8             |
| En azul los 4 equipos que estarían clasificados para disputar el título en semifinales. La victoria vale 4 puntos y el empate 2. Los bonus, de un punto cada uno, se dan por conseguir 4 ensayos o más, y por perder por 7 puntos o menos. |                                          |           |         |           |         |          |               |               |
| | Temporada 2010-2011 de la Magners League | . · . · . |         |           |         |          |               |               |

## Fase final

### Semifinales
| 13 de mayo de 2011 | Leinster Rugby | 18 – 3 | Ulster Rugby | RDS Arena, Dublín, |  |

| 14 de mayo de 2011 | Munster Rugby | 18 - 11 | Ospreys Rugby | Thomond Park, Limerick, |  |

### Final
| 28 de mayo de 2011 | Munster Rugby | 19 - 9 | Leinster Rugby | Thomond Park, Limerick,         |  |
|                    |               |        |                | Asistencia: 26.100 espectadores |  |

| Bandera de Irlanda |
| Campeón Munster    |
| Tercer título      |